# Kościół św. Jakuba Apostoła w Leżenicy
Kościół świętego Jakuba Apostoła w Leżenicy – rzymskokatolicki kościół filialny należący do parafii Trójcy Świętej w Róży Wielkiej (dekanat Wałcz diecezji koszalińsko-kołobrzeskiej).
Jest to świątynia wybudowana w latach 1854–55. Składa się z prostokątnej nawy i trójbocznie zamkniętego prezbiterium. Elewacje kościoła zostały wykonane z cegły. Od frontu znajduje się szczyt schodkowy w stylu neogotyckim. Budowla należy do parafii rzymskokatolickiej. 
Do rejestru zabytków wpisane są elementy wyposażenia świątyni: ołtarze – główny i dwa ołtarze boczne, w tym jeden wykonany w 2. połowie XIX wieku – lichtarz, feretron.